# Rusty Fitzgerald
Pour les articles homonymes, voir Fitzgerald.
Rusty Fitzgerald (né le 4 octobre 1972 à Minneapolis, dans l'État du Minnesota aux États-Unis) est un ancien joueur de hockey sur glace ayant évolué à la position de centre. Il est le frère du joueur de hockey professionnel Zack Fitzgerald.

## Carrière
Repêché au deuxième tour (38e choix au total) par les Penguins de Pittsburgh lors de l'encan de 1991  alors qu'il n'était qu'à l'école secondaire, Rusty Fitzgerald rejoint dès l'année suivante l'université de Minnesota-Duluth et évolue durant les quatre saisons qui suivent pour l'équipe représentant l'université, les Bulldogs de Minnesota-Duluth.
Il fait ses débuts au niveau professionnel en 1994 alors qu'il prend part à quatre rencontres des Penguins, inscrivant au passage son premier but dans la LNH. il partage la saison suivante entre les Penguins et les Lumberjacks de Cleveland, équipe de la ligue internationale de hockey.
Ayant subi une sévère blessure à un genou, il rate la saison 1996-1997 au complet. Il annonce sa retraite pour la première fois après avoir pris part à 34 rencontres avec Cleveland en 1997-1998. Constatant que cette retraite fut prématurée, il décide de revenir au jeu et signe un contrat en tant qu'agent libre avec les Mallards de Quad City, équipe évoluant dans la United Hockey League.
En 2000-2001, Fitzgerald prend part à sa dernière saison complète en sol américaine alors qu'il évolue pour le Moose du Manitoba de la LIH, il remporte au terme de cette saison le trophée John-Cullen remis au joueur de la ligue ayant effectué le plus beau retour au jeu. Il partage la saison suivante en les Gulls de San Diego de la WCHL et les Iserlohn Roosters de la DEL.
Durant la saison 2002-2003, après avoir porté les couleurs des Lions de Francfort à 17 occasions, il annonce son retrait définitif de la compétition.

### Statistiques
Pour les significations des abréviations, voir Statistiques du hockey sur glace.
| Saison     | Équipe                       | Ligue      |                       | Saison régulière      | Saison régulière      | Saison régulière      | Saison régulière      | Saison régulière      |                       | Séries éliminatoires  | Séries éliminatoires  | Séries éliminatoires  | Séries éliminatoires  | Séries éliminatoires |
| Saison     | Équipe                       | Ligue      | PJ                    | B                     | A                     | Pts                   | Pun                   | PJ                    | B                     | A                     | Pts                   | Pun                   |                       |                      |
| 1991-1992  | Bulldogs de Minnesota-Duluth | WCHA       | 37                    | 9                     | 11                    | 20                    | 40                    |                       |                       |                       |                       |                       |                       |                      |
| 1992-1993  | Bulldogs de Minnesota-Duluth | WCHA       | 39                    | 24                    | 23                    | 47                    | 48                    |                       |                       |                       |                       |                       |                       |                      |
| 1993-1994  | Bulldogs de Minnesota-Duluth | WCHA       | 37                    | 11                    | 25                    | 36                    | 59                    |                       |                       |                       |                       |                       |                       |                      |
| 1994-1995  | Bulldogs de Minnesota-Duluth | WCHA       | 34                    | 16                    | 22                    | 38                    | 50                    |                       |                       |                       |                       |                       |                       |                      |
| 1994-1995  | Penguins de Pittsburgh       | LNH        | 4                     | 1                     | 0                     | 1                     | 0                     | 5                     | 0                     | 0                     | 0                     | 4                     |                       |                      |
| 1994-1995  | Lumberjacks de Cleveland     | LIH        | 2                     | 0                     | 1                     | 1                     | 0                     | 3                     | 3                     | 0                     | 3                     | 6                     |                       |                      |
| 1995-1996  | Penguins de Pittsburgh       | LNH        | 21                    | 1                     | 2                     | 3                     | 12                    |                       |                       |                       |                       |                       |                       |                      |
| 1995-1996  | Lumberjacks de Cleveland     | LIH        | 46                    | 17                    | 19                    | 36                    | 90                    | 1                     | 0                     | 0                     | 0                     | 0                     |                       |                      |
| 1996-1997  | Lumberjacks de Cleveland     | LIH        | n'a pas joué - blessé | n'a pas joué - blessé | n'a pas joué - blessé | n'a pas joué - blessé | n'a pas joué - blessé | n'a pas joué - blessé | n'a pas joué - blessé | n'a pas joué - blessé | n'a pas joué - blessé | n'a pas joué - blessé | n'a pas joué - blessé |                      |
| 1997-1998  | Lumberjacks de Cleveland     | LIH        | 34                    | 3                     | 5                     | 8                     | 36                    | 1                     | 0                     | 0                     | 0                     | 0                     |                       |                      |
| 1998-1999  | Mallards de Quad City        | UHL        | 53                    | 29                    | 25                    | 54                    | 40                    | 12                    | 4                     | 4                     | 8                     | 9                     |                       |                      |
| 1999-2000  | Mallards de Quad City        | UHL        | 18                    | 8                     | 9                     | 17                    | 13                    |                       |                       |                       |                       |                       |                       |                      |
| 1999-2000  | Moose du Manitoba            | LIH        | 53                    | 18                    | 15                    | 33                    | 31                    | 1                     | 0                     | 0                     | 0                     | 2                     |                       |                      |
| 2000-2001  | Moose du Manitoba            | LIH        | 77                    | 30                    | 15                    | 45                    | 35                    | 12                    | 6                     | 2                     | 8                     | 10                    |                       |                      |
| 2001-2002  | Iserlohn Roosters            | DEL        | 59                    | 27                    | 18                    | 45                    | 54                    |                       |                       |                       |                       |                       |                       |                      |
| 2001-2002  | Gulls de San Diego           | WCHL       | 7                     | 4                     | 3                     | 7                     | 2                     | 6                     | 1                     | 0                     | 1                     | 4                     |                       |                      |
| 2002-2003  | Frankfurt Lions              | DEL        | 17                    | 4                     | 4                     | 8                     | 10                    |                       |                       |                       |                       |                       |                       |                      |
| Totaux LNH | Totaux LNH                   | Totaux LNH | 25                    | 2                     | 2                     | 4                     | 12                    | 5                     | 0                     | 0                     | 0                     | 4                     |                       |                      |

## Honneur et trophée
- Ligue internationale de hockey
  - 2001 : vainqueur du trophée John-Cullen remis au joueur de la ligue ayant effectué le plus beau retour au jeu.

### Parenté dans le sport
Son frère Zach joue également au hockey.